# Hansheinz Schneeberger
Hansheinz Schneeberger   (Berna, 16 d'octubre de 1926 - Basilea, 23 d'octubre de 2019) fou un violinista suís.
Nascut a Berna, va estudiar amb Walter Kägi al conservatori de Berna, així com Carl Flesch i Boris Kamensky.
Va formar un quartet de corda i va donar concerts amb ell i com a solista. Schneeberger va ser el solista en les estrenes del concert de violí de Frank Martin el 1952, el primer concert de violí de Béla Bartók el 1958 i el de Klaus Huber el "Tempora" el 1970. A partir de 1955 formà part d'un trio amb el pianista Franz Josef Hirt i el violoncel·lista Richard Sturzenegger.
Va tocar un violí Stradivari a partir del 1731 que va adquirir el 1959 pel luthier Pierre Gerber a Lausana.
Les seves lectures de les sis sonates i partites no acompanyades de Bach (BWV. 1001/6) enregistrades el 1987 (Jecklin JS 266 / 7-2) són molt distingides, tant a nivell estilístic com expressiu.